# 폴 고갱 박물관

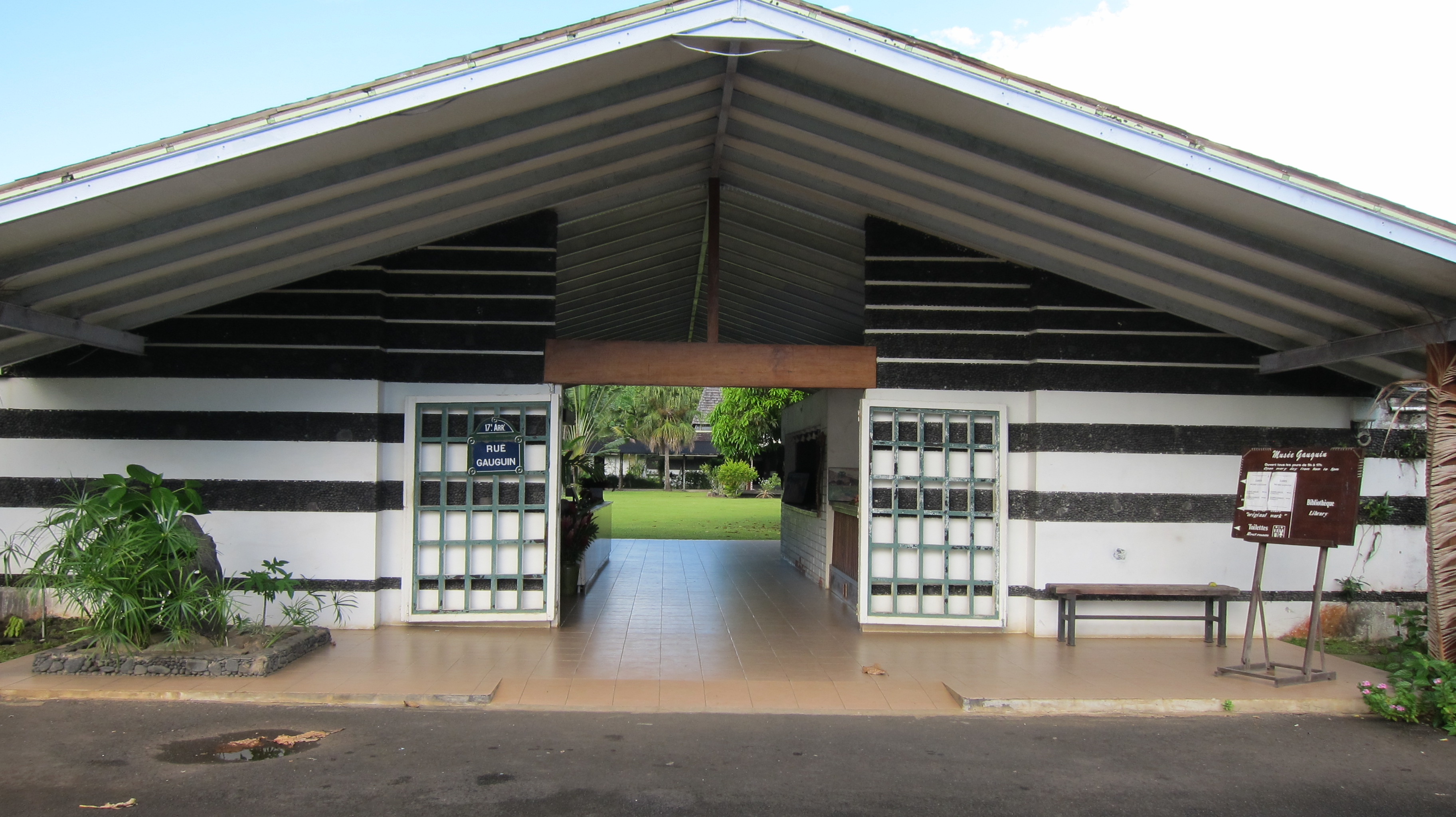

폴 고갱 박물관(Paul Gauguin Museum)은 타히티섬에 위치한 일본식 미술관이다. 식물원 맞은 편에 둥근 모양의 현대적인 건축물이다. 이 건축물은 타이티의 전통적인 주거형태를 모방한 것이다. 박물관에는 고갱시대의 타이티 사진과 각종 문서들, 폴 고갱의 작품 복사품 등이 진열되어 있다.아이러니컬하게도 이 박물관에는 고갱의 진본작품이 한점도 없다. 이곳에 전시된 오리지널 작품은 1877년 6개월 동안 프렌치 폴리네시아에 머물면서 작품활동을 한 영국인 여류화가 콘스탠스 기본 커밍스(Constance Gibbon Cummings)의 작품뿐이다. 그녀는 타이티와 모레아에서 멋진 풍경화작품을 그려 이곳에 남겼다. 박물관 밖에는 오스트랄(Austral)제도의 라이바바에(Raivavae)에서 가지고 온 2m 크기의 티기(Tiki) 석상이 서 있다. 고갱은 1897년 이 섬에 와 이곳 사람들을 모델로 그림을 그리다 1903년 5월 8일 55세로 숨을 거둔 고독한 천재화가였다. 마르크사스 제도의 히바오아(Hivaoa)섬에 있었던 그의 마지막 아틀리에가 이곳에 복원되어 있다.